# Actinotaenium subtile
Actinotaenium subtile là một loài Song tinh tảo trong họ Desmidiaceae, thuộc chi Actinotaenium.